# Ovnat
Ovnat (en hebreo: אבנת) es un pequeño asentamiento israelí ubicado en Cisjordania, en la costa occidental del Mar Muerto, a unos 7 kilómetros (4 millas) al sur de Kalia, y 12 kilómetros (7 millas) al norte de Mitzpe Shalem. La aldea pertenece a la jurisdicción del Concejo Regional de Meguilot. En 2017 el pueblo tenía una población de 201 habitantes. La comunidad internacional considera que los asentamientos israelíes en la Cisjordania ocupada son ilegales, según el derecho internacional, pero el gobierno israelí no está de acuerdo con esta afirmación.

## Historia
El asentamiento se fundó en 2004, en el lugar donde desde 1983 existía un asentamiento de la Brigada Nahal,  sobre 124 dunams de tierras confiscadas por las autoridades israelíes al municipio palestino de Al-Ubeidiya.
La escuela secundaria Yiftach se encuentra en la población, algunos residentes de la comunidad trabajan en el ámbito de la enseñanza.